# 孟庆强
孟庆强（1966年—），天津南开人，汉族，中华人民共和国政治人物。

## 生平
毕业于天津大学电力系统及其自动化专业。加入中国共产党。2013年，担任全国人大代表。2018年2月24日，当选为第十三届全国人大代表。